# Daniel J. Bradley
Daniel Joseph Bradley (* 18. Januar 1928 in Derry; † 7. Februar 2010 in Sandymound, Dublin) war ein irischer Physiker, der sich mit Laserphysik befasste.
Bradley absolvierte zunächst ein Lehramtsstudium am St. Mary´s College in Belfast mit dem Abschluss 1947. Während er als Lehrer arbeitete, studierte er als auswärtiger Student an der Universität London Mathematik mit dem Abschluss 1953. Danach unterrichtete er Mathematik an einer Schule in London und studierte in Abendkursen Physik am Birkbeck College der Universität London mit dem Bachelor-Abschluss mit Bestnoten 1957. Danach begann er ein Promotionsstudium am Royal Holloway College, an dem er 1961 mit einer Arbeit über optische Spektroskopie bei Sam Tolansky promoviert wurde (mit der Entwicklung von Fabry-Pérot-Interferometern für hohe Auflösung). Danach war er Lecturer am Imperial College und ab 1964 Reader am Royal Holloway College. Ab 1966 war er Professor an der Queen’s University Belfast. Aufgrund der politischen Unruhen in Nordirland kehrte er 1973 ans Imperial College zurück als Professor für Laserphysik. 1976 bis 1980 leitete er dort die Physik-Fakultät. Ab 1980 war er Professor am Trinity College Dublin. Aus Gesundheitsgründen (Schlaganfall) ging er 1984 in den Ruhestand. 
1989 erhielt er den Charles Hard Townes Award. Er war Fellow der Royal Society (1976) und erhielt 1983 deren Royal Medal. 2001 erhielt er die Cunningham Medal der Royal Irish Academy. Er war Ehrendoktor der University of Ulster (1983) und der Queen’s University Belfast (1986). Bradley war Fellow der Optical Society of America (1975) und des Institute of Physics (1959), deren Thomas Young Medal er 1975 erhielt. 1969 wurde er Mitglied der Royal Irish Academy.
Er war ein Pionier der Laserforschung in Großbritannien, wo er einer der Gründer des Laserzentrums im Rutherford Appleton Laboratory war und etwa 60 Doktoranden hatte. Er war in den 1960er und Anfang der 1970er Jahre ein Pionier bei Farbstofflasern und ultrakurzen Laserpulsen, der mit seiner Gruppe in Belfast eine damals auch international Beachtung fand. Er gründete damals auch eine Firma Electro-Photonics, um eine Pikosekunden-Streak-Kamera zu vermarkten. Am Imperical College untersuchte er später nichtlineare optische Phänomene mit Excimer-Lasern und in Dublin Halbleiterlaser. Von ihm stammen über 200 wissenschaftliche Veröffentlichungen.
Er war verheiratet und hatte vier Söhne und eine Tochter.

## Schriften
- D. J. Bradley, A. J. F. Durrant Generation of ultrashort dye laser pulses by mode locking, Physics Letters A 27, 1968, 73-74
- Bradley Rapid recording Fabry Perot Spectroscopy, Journal of the Optical Society of America, Band 52, 1962, S. 222
- Bradley, B. Liddy, W. E. Sleat Direct linear measurement of ultrashort light pulses with a picosecond streak camera, Optical Communication, Band 2, 1974, S. 319
- Bradley Picosecond pulse measurement and its application, Proc. 11. International Conference High Speed Photography, 1974, S. 23